# Gare de Sarny
La gare de Sarny (en ukrainien : Сарни) est une gare ferroviaire ukrainienne située dans la ville de Sarny de l'oblast de Rivne.

### Intermodalité

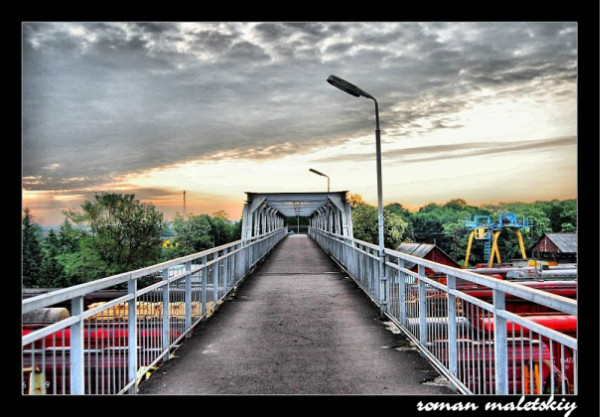
Passerelle de Sarny.